# Dracula di Bram Topker
Dracula di Bram Topker è una storia Disney a fumetti sceneggiata da Bruno Enna e disegnata da Fabio Celoni, per il colore di Mirka Andolfo e Fabio Celoni. Si tratta di una parodia del romanzo Dracula, scritto dall'irlandese Bram Stoker nel 1897, e in particolare di uno dei suoi film derivati, Dracula di Bram Stoker nel 1992. È stata pubblicata sul settimanale Topolino in due parti: la prima su Topolino numero 2945, del 9 maggio 2012; la seconda su Topolino numero 2946, del 15 maggio 2012. In seguito è stata ripubblicata in un albo unico, lo Speciale Disney numero 60, datato novembre 2012. Hanno fatto anche in seguito per la ripubblicazione nell'albo unico, il numero 9 del Topolino Limited De Luxe Edition, ottobre 2016.
La storia è stata creata in occasione del centenario della morte dell'autore del romanzo originale, Bram Stoker, deceduto il 20 aprile del 1912.

## Trama
(Dracula rivolto a Pietro Gambafield)

### Primo capitolo
Topitz, Transilbarbabietolania (parodia della Transilvania). Jonathan Ratker (Topolino) è il rappresentante di un ufficio legale inglese, recatosi nella regione per certificare l'acquisto di varie proprietà londinesi da parte del misterioso Conte Dracula (Macchia Nera). Durante il suo soggiorno al castello di Dracula, Jonathan scrive varie lettere alla fidanzata Miss Minnina Murray (Minni), rivelandole di trovarsi quasi come imprigionato nel castello del Conte; inoltre, Dracula è una figura particolarmente inquietante e con strane abitudini di vita: si fa vivo solamente a tarda sera, consumando a sé i propri pasti; in più, è dotato di due grossi e affilati canini e, pur essendo molto vanitoso, non si specchia mai. Come se non bastasse, Vlad è rimasto piuttosto colpito da un ritratto di Minnina ed è riuscito a farsi raccontare da Jonathan vari particolari sulla loro vita privata. Nel frattempo, a molte miglia di distanza, Minnina si trova in compagnia della sua migliore amica, la svampita Clara-Lucilla Westerna (Clarabella), la quale ha organizzato per la sera stessa una festa a cui ha invitato anche tre dei suoi molti pretendenti: Buz Setton (Basettoni), direttore del "Centro per allegri marinai privi di bussola"; Rocky P. Sassis (Rock Sassi), cacciatore texano di procioni selvaggi; Horace Sorchwood (Orazio Cavezza), gentiluomo di buona famiglia. Intanto, la nave Dementer è giunta al porto di Londra dalla Transilbarbabietolania, priva di equipaggio, per ultimare il trasloco del Conte Dracula. Dall'imbarcazione scende un terrificante lupo che scompare nella nebbia della capitale inglese. Frattanto, la festa di Clara-Lucilla è cominciata, e gli invitati constatano nella padrona di casa una maggiore stanchezza rispetto al solito e un improvviso interesse per le barbabietole. Alla fine della serata, i tre uomini se ne vanno, lasciando Minnina e Clara-Lucilla da sole; quest'ultima, però, è scomparsa dal suo letto e così Minnina va a cercarla. La ritrova nel parco vicino alla villa, in compagnia di un inquietante figuro che, apparentemente, la morde in prossimità del collo. Quest'ultimo, accortosi dell'intrusa, si trasforma prima in lupo, poi in uno struzzo, e infine in un pipistrello, che vola via. Poco dopo, i tre pretendenti di Clara-Lucilla si ritrovano di nuovo a casa della donna, dove ascoltano il racconto di Minnina. Dato che Clara-Lucilla continua a ripetere ossessivamente ricette a base di barbabietole, Buz Setton decide di chiedere aiuto all'unico uomo al mondo specializzato in stranezze soprannaturali e verdure: Pippo Van Helsing (Pippo), bizzarro professore olandese che si ostina a parlare il tedesco, nonostante l'unica parola di quella lingua che conosca è Ja. Van Helsing consiglia di chiudere sempre le finestre della camera da letto di Clara-Lucilla e di riempire la stanza di aglio. Purtroppo Minnina non ha ascoltato i consigli di Pippo, dato che nel frattempo era andata a trovare il fidanzato, riuscito a fuggire dal castello di Dracula. Per colpa di questa ignoranza, una volta tornata a Londra, Minnina riapre le finestre della camera di Clara-Lucilla e si libera dell'aglio, permettendo all'inquietante figura di terminare la sua opera. Clara-Lucilla si trasforma dunque in una gigantesca barbabietola, venendo così piantata nella serra sotto consiglio di Van Helsing.

### Secondo capitolo
Dopo la trasformazione in barbabietola di Clara-Lucilla, Pippo Van Helsing racconta al gruppo di amici (Ratker, Murray, Setton, Sassis e Sorchwood) chi è colui che ha fatto diventare la donna una Beta vulgaris: si tratta di Dracula, in realtà un mostro dell'Europa orientale noto come Nonpiantatu (riferimento ai Nosferatu, che in rumeno significa "non spirato"), il quale - come un vampiro succhia il sangue dal collo della gente - sussurra all'orecchio delle sue vittime ricette a base di barbabietola, mordicchiandone nel frattempo i padiglioni auricolari. Esseri come il Conte si nutrono di forza vitale, - trasformando altre creature in ortaggi - non si riflettono negli specchi, dormono solamente in mezzo alla loro terra natia e odiano l'aglio; in più possiedono notevoli poteri: sono in grado di ipnotizzare, volare, nascondersi nella nebbia, controllare le nuvole e trasformarsi in lupo, pipistrello, struzzo e sanguisuga. A quanto pare, Minnina ha attirato l'attenzione di Vlad per via della mole delle sue orecchie, e per tale motivo la ragazza viene nascosta nella clinica di Buz Setton. Mentre Minnina rimane al sicuro nel centro, gli uomini partono con destinazione le varie residenze del Conte nei dintorni di Londra, per riempire i suoi giacigli di aglio e non permettere così al Nonpiantatu di rigenerarsi. Nel frattempo, però, Minnina è tutt'altro che al sicuro: Dracula è riuscita a trovarla, e grazie all'aiuto di uno dei reclusi nella clinica, Pietro Gambafield (Pietro Gambadilegno), si libera dell'aglio messo come antifurto contro di lui (il Conte si guadagna l'aiuto di Gambafield spiegandogli come utilizzare le lime, strumenti che egli collezionava ossessionavente senza sapere a cosa servissero) e morde Minnina. Al loro ritorno, gli uomini non possono che prendere atto degli eventi accaduti, mentre Dracula, seguito dall'ormai fedele Gambafield, scopre di non poter più rigenerarsi dato che la sua terra è stata contaminata dall'aglio. Vlad è così costretto a ritornare in Transilbarbabietolania, insieme a Pietro Gambafield, raggiunto ben presto dai protagonisti, che vogliono liberare il mondo dalla sua presenza. Giunti in prossimità del castello del Conte, i membri del gruppo si dividono: Van Helsing e Miss Murray vanno da una parte, mentre Ratker, Setton, Sorchwood e Sassis prendono un'altra strada. Pippo e Minnina si fermano a una taverna, gestita da tre serve vampirizzate del Conte, che hanno lo scopo di rallentarli; vengono però messe fuori combattimento da un'infuriata Minnina. Sassis dimostra invece le sue doti di cacciatore tenendo testa a un branco di lupi e permettendo dunque al resto del gruppo di avanzare. Per colpa dell'inefficienza del suo assistente Gambafield, la carrozza del Conte esce di strada, e Pietro fugge al sopraggiungere degli avversari. Arrivati anche i protagonisti, avviene lo scontro finale fra Dracula e Jonathan: il topo riesce ad aggrapparsi a una caviglia di Vlad, mentre questi si trasforma prima in pipistrello, poi in struzzo e infine nella sua fattezza più terribile: sanguisuga, ovvero esattore delle tasse. Jonathan non molla però la presa, indirizzando così il Conte verso un raggio di sole che lo colpisce e che, secondo Van Helsing, dovrebbe privarlo dei suoi poteri. Sette anni dopo, tutti (o quasi) i personaggi vivono felicemente. Jonathan Ratker e Minnina Murray si sono sposati e vivono ora più a nord, in luoghi tanto freddi da non permettere la crescita delle barbabietole. Rocky P. Sassis alleva lupi dei Torpazi (i monti Carpazi disneyani), da lui ritenuti molto meno pericolosi dei procioni selvaggi delle sue parti. Buz Setton ha convertito il suo "Centro per allegri marinai privi di bussola" in un negozio di frutta e verdura con proprietà paranormali. Horace Sorchwood è diventato un affermato scrittore grazie a un libro che racconta le avventure da loro vissute, scritto con lo pseudonimo di Bram Topker. Pietro Gambafield si è trasferito in Perù, a Lima. Di Dracula non si sa niente di preciso, però i contadini della Transilbarbabietolania a volte avvistano uno struzzo peloso, con ali di pipistrello e ciabatte da coniglio. Infine, Clara-Lucilla Westerna e Pippo Van Helsing hanno iniziato a passare più tempo insieme, cosicché il professore studi il più grande dei misteri: le donne.

## Personaggi
- Conte Vlad III della Malacchia Nera, più noto come Dracula (Macchia Nera): Parodia del Conte Dracula. Nelle prime vignette indossa un parruccone simile a quello di Gary Oldman in Dracula di Bram Stoker; in seguito non lo porterà più. Egli è un Nonpiantatu, una creatura maligna che si nutre della forza vitale degli esseri viventi, facendoli poi trasformare in barbabietole. Non sopporta l'aglio ed è dotato di grandi poteri: controlla le nubi, sa volare, ipnotizzare e trasformarsi in lupo, struzzo, pipistrello e sanguisuga (quest'ultima si rivela poi essere in realtà un esattore delle tasse). Viene infine sconfitto da Jonathan, il quale lo fa colpire da un raggio di sole. Sette anni dopo, sembra che sia ancora vivo, anche se costretto a rimanere trasformato in una sorta di ibrido: uno struzzo peloso con ali da pipistrello e ciabatte da coniglio.
- Jonathan Ratker (Topolino): Parodia di Jonathan Harker. È il delegato di un ufficio legale inglese, recatosi in Transilbarbabietolania per convalidare l'acquisto di alcune proprietà da parte del Conte Vlad, detto Dracula. Si ritrova praticamente prigioniero del Conte, notando inoltre in lui atteggiamenti particolarmente inquietanti, riuscendo però a scappare dal suo castello. In seguito si rincontra con la sua fidanzata, Minnina Murray. Insieme agli altri uomini della compagnia, riempie di aglio i giacigli di Dracula, e poi sconfigge definitivamente il vampiro in Transilbarbabietolania. Sette anni dopo, è sposato con Minnina.
- Minnina Murray (Minni): Parodia di Mina Murray. È la fidanzata di Jonathan e migliore amica di Clara-Lucilla Westerna. Si prende cura dell'amica quando questa si trasforma in barbabietola e poi diviene ella stessa al centro dell'attenzione di Dracula. Viene vampirizzata e si reca in Transilbarbabietolania insieme agli altri protagonisti, dove metterà fuori combattimento le tre serve di Dracula e tornerà normale dopo la sconfitta di quest'ultimo. Sette anni dopo, è sposata con Jonathan.
- Pippo Van Helsing (Pippo): Parodia di Abraham Van Helsing. È un bislacco professore olandese, specializzato in stranezze soprannaturali e verdure. Nonostante ne conosca solo il termine Ja, si ostina a parlare il tedesco. Viene chiamato da Buz Setton ed è lui a suggerire di tenere chiuse le finestre della camera di Clara-Lucilla e di riempire la stessa di aglio. Sempre lui racconta le vere origini di Dracula. Sette anni dopo, passa molto tempo insieme a Clara-Lucilla, dalla quale è probabilmente attratto.
- Buz Setton (Adamo Basettoni): Parodia di John Seward. Spasimante di Clara-Lucilla, è direttore del "Centro per allegri marinai privi di bussola". Sua è l'idea di rivolgersi al professor Pippo Van Helsing. Sette anni dopo, ha trasformato il suo Centro in un negozio di frutta e verdure con proprietà sovrannaturali.
- Rocky P. Sassis (Rock Sassi): Parodia di Quincey P. Morris. Spasimante texano di Clara-Lucilla, è un cacciatore di procioni selvaggi, da lui definiti come "molto pericolosi". In Transilbarbabietolania si scontra senza difficoltà con un branco di lupi. Sette anni dopo, alleva lupi dei Topazi.
- Horace SorchWood (Orazio Cavezza): Parodia di Arthur Holmwood. Spasimante di Clara-Lucilla, è un raffinato ed elegante giovane di buona famiglia, il preferito della donna tra i suoi corteggiatori. Sette anni dopo, è diventato un noto scrittore grazie al libro Dracula di Bram Topker, scritto con tale pseudonimo.
- Clara-Lucilla Westerna (Clarabella): Parodia di Lucy Westenra. È una svampita ed esuberante donna londinese, migliore amica di Minnina. Ha molti spasimanti, i maggiori dei quali sono Setton, Sorchwood e Sassis. Viene morsa e trasformata in barbabietola da Dracula. Sette anni dopo, ha perso molti spasimanti per colpa degli orecchini ai fiori d'aglio che ha dovuto indossare per poter guarire; ciononostante, non se ne lamenta, dato che passa molto tempo insieme a Van Helsing, per il quale probabilmente prova un certo sentimento.
- Pietro Gambafield (Pietro Gambadilegno): Parodia di R. M. Renfield. Si tratta di uno degli internati della clinica di Setton, isolato per via dei suoi attacchi d'ira. Colleziona ossessivamente lime, ma è sempre in depressione poiché non sa come servirsene. Diviene servo di Dracula dopo che questi gli spiega come utilizzare gli strumenti. Sette anni dopo, si è trasferito nei dintorni di Lima, in Perù.

## Intervista... col vampiro
Su Topolino numero 2946, del 15 maggio del 2012, è stata pubblicata una intervista con gli autori della storia riguardo all'origine del racconto: lo sceneggiatore Bruno Enna, il disegnatore Fabio Celoni e la colorista Mirka Andolfo.
Bruno Enna ha confessato di avere scelto le barbabietole come escamotage per rappresentare la morte, poiché le verdure in questione, per il loro colore rosso sangue, gli fanno impressione da sempre. Per quanto riguarda la scena del morso di Clara-Lucilla da parte di Dracula, lo sceneggiatore ha rivelato di essersi ispirato al dipinto Il bacio, di Gustav Klimt.
Fabio Celoni ha raccontato invece di aver ascoltato l'intera colonna sonora di Dracula di Bram Stoker per trovare ispirazione durante la lavorazione dei disegni. L'artista ha inoltre svelato di avere addirittura rabbrividito mentre disegnava certe scene; la tavola che presenta Clara-Lucilla interrata come una barbabietola, per esempio, è stata definita da Celoni come "puro horror!".
Infine, Mirka Andolfo ha palesato di essersi basata su certe locandine di film horror degli anni Cinquanta e Sessanta per la colorazione della storia.